# Komenda Rejonu Uzupełnień Siedlce

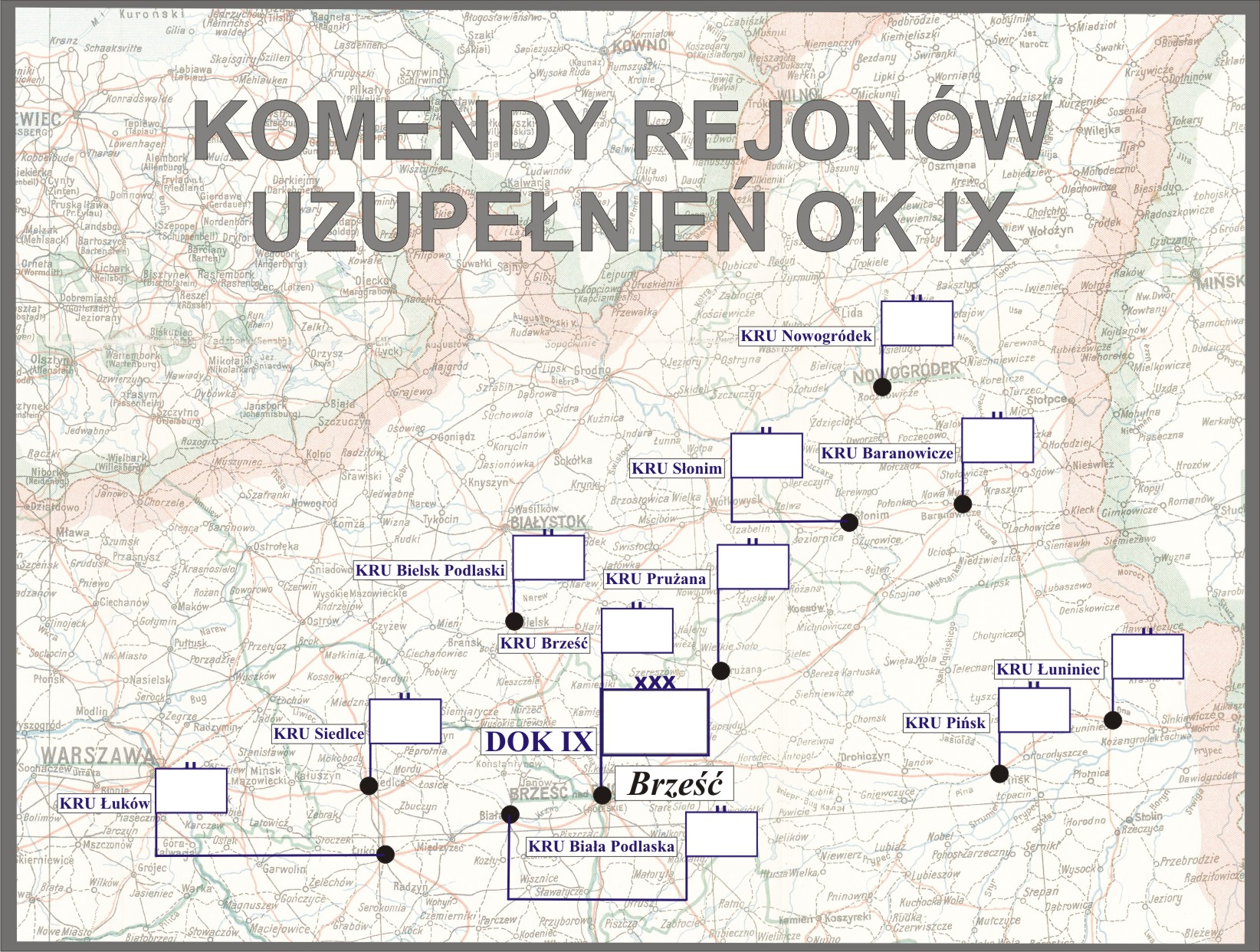
Komendy rejonów uzupełnień OK IX

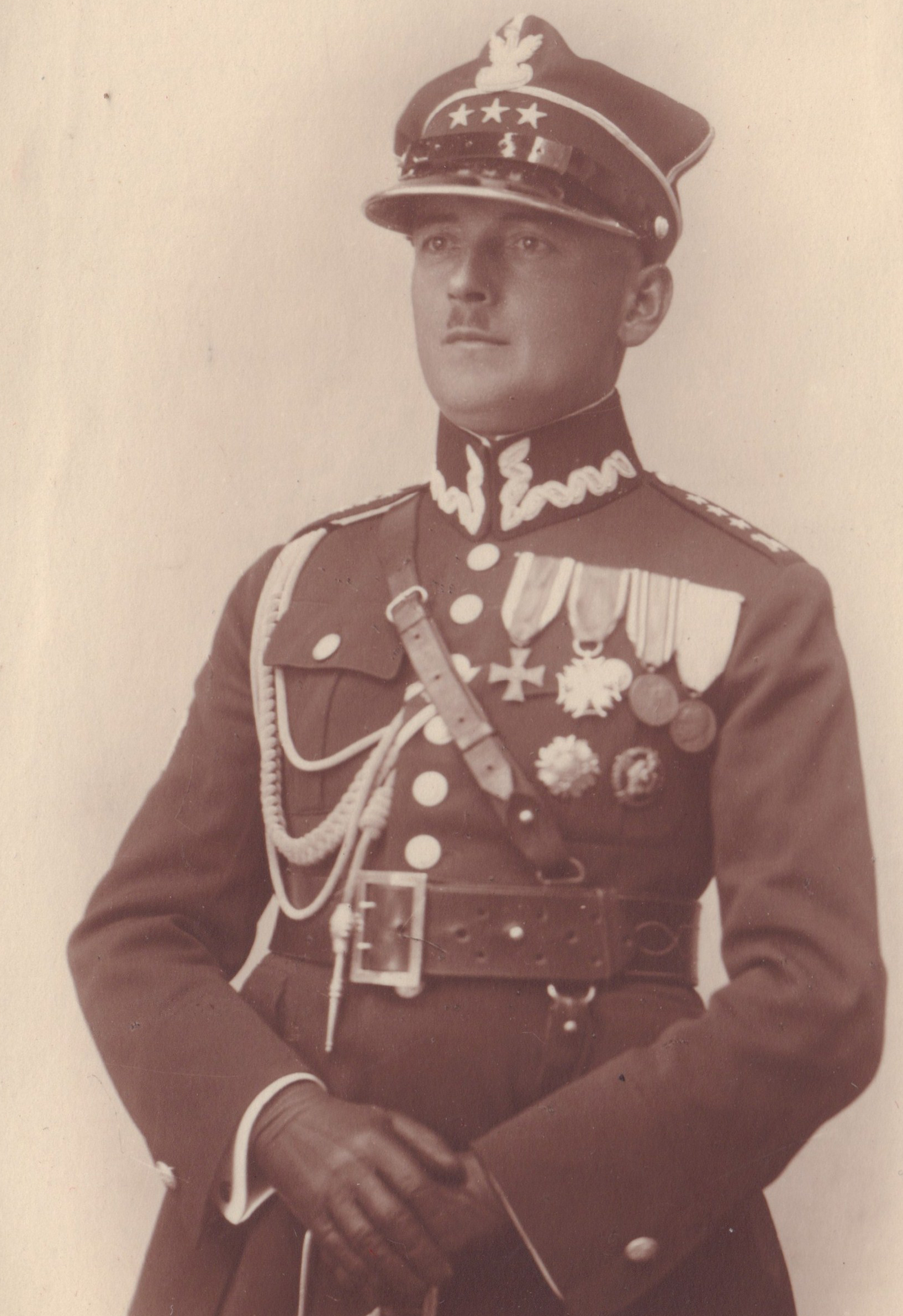
Kapitan 14 pp Stanisław Trojan - w latach 1935–1939 komendant PKU Siedlce.

Komenda Rejonu Uzupełnień Siedlce (KRU Siedlce) – organ wojskowy właściwy w sprawach uzupełnień Sił Zbrojnych II Rzeczypospolitej i administracji rezerw w powierzonym mu rejonie.

## Formowanie i zmiany organizacyjne
W 1917 na terenie Siedlec funkcjonował Główny Urząd Zaciągu. Rozporządzeniem kierownika Ministerstwa Spraw Wojskowych nr 144 z 27 listopada 1918 w sprawie organizacji władz zaciągowych powołano do życia między innymi Powiatową Komendę Uzupełnień w Siedlcach dla Okręgu Wojskowego II, obejmującego powiaty: siedlecki, sokołowski, mińsko-mazowiecki, węgrowski, łukowski i garwoliński. Z chwilą wejścia w życie rozkazu i sformowania nowego PKU, Główny Urząd Zaciągu do Wojska Polskiego zobowiązany był przekazać całość dokumentacji tej PKU na obszarze której znajdował się. Bezpośrednią kontrolę nad PKU sprawowała Okręgowa Komenda Uzupełnień w Warszawie. Stan etatowy obejmował jednego oficera (komendant), jednego sierżanta sztabowego (zastępca komendanta), dwóch podoficerów (pisarzy) oraz dwóch szeregowych lub starszych żołnierzy (ordynansi kancelaryjni i kurierzy).
10 stycznia 1919 roku do PKU Siedlce został włączony powiat radzymiński.
W czerwcu 1921 roku PKU 22 pp w Siedlcach podlegała Dowództwu Okręgu Generalnego „Lublin” i obejmowała swoją właściwością powiaty: konstantynowski, siedlecki i sokołowski. Powiat konstantynowski został wcześniej wyłączony z XIV PKU w Białej. Powiaty mińsko-mazowiecki i radzymiński znalazły się w okręgu poborowym PKU 36 pp w Mińsku Mazowieckim, natomiast powiaty: garwoliński i łukowski w okręgu poborowym PKU 35 pp w Kozienicach, a powiat węgrowski – PKU 15 pp w Ostrowi.
W listopadzie 1921 roku, po wprowadzeniu podziału kraju na dziesięć okręgów korpusów i wprowadzeniu pokojowej organizacji służby poborowej, dotychczasowa PKU 22 pp znalazła się na terenie Okręgu Korpusu Nr IX, została przemianowana na PKU Siedlce i administrowała dwoma powiatami: konstantynowskim i siedleckim. Powiat sokołowski znalazł się na terenie Okręgu Korpusu Nr I i został podporządkowany PKU Ostrów Łomżyński.
Z dniem 1 czerwca 1922 roku została zlikwidowana gospoda inwalidzka przy PKU Siedlce.
Od 1924 roku okręg poborowy PKU Siedlce obejmował wyłącznie powiat siedlecki, natomiast powiat konstantynowski (janowski) został podporządkowany PKU Biała Podlaska.
18 listopada 1924 roku weszła w życie ustawa z dnia 23 maja 1924 roku o powszechnym obowiązku służby wojskowej, a 15 kwietnia 1925 roku rozporządzenie wykonawcze ministra spraw wojskowych do tejże ustawy, wydane 21 marca tego roku wspólnie z ministrami: spraw wewnętrznych, zagranicznych, sprawiedliwości, skarbu, kolei, wyznań religijnych i oświecenia publicznego, rolnictwa i dóbr państwowych oraz przemysłu i handlu. Wydanie obu aktów prawnych wiązało się z przejęciem przez władze cywilne (administracji I instancji) większości zadań związanych z przygotowaniem i przeprowadzeniem poboru. Przekazanie większości zadań władzom cywilnym umożliwiło organom służby poborowej zajęcie się wyłącznie racjonalnym rozdziałem rekruta oraz ewidencją i administracją rezerw. Do tych zadań dostosowana została organizacja wewnętrzna powiatowych komend uzupełnień i ich składy osobowe. Poszczególne komendy różniły się między sobą składem osobowym w zależności od wielkości administrowanego terenu.
Zadania i nowa organizacja PKU określone zostały w wydanej 27 maja 1925 roku instrukcji organizacyjnej służby poborowej na stopie pokojowej. W skład PKU Siedlce wchodziły dwa referaty: I) referat administracji rezerw i II) referat poborowy. Nowa organizacja i obsada służby poborowej na stopie pokojowej według stanów osobowych L. O. I. Szt. Gen. 3477/Org. 25 została ogłoszona 4 lutego 1926 roku. Z tą chwilą zniesione zostały stanowiska oficerów ewidencyjnych.
12 marca 1926 roku została ogłoszona obsada personalna Przysposobienia Wojskowego, zatwierdzona rozkazem Dep. I L. 6000/26 przez pełniącego obowiązki szefa Sztabu Generalnego gen. dyw. Edmunda Kesslera, w imieniu ministra spraw wojskowych. Zgodnie z nową organizacją pokojową Przysposobienia Wojskowego zostały zlikwidowane stanowiska oficerów instrukcyjnych przy PKU, a w ich miejsce utworzone rozkazem Oddz. I Szt. Gen. L. 7600/Org. 25 stanowiska oficerów przysposobienia wojskowego w pułkach piechoty.
Od 1926 roku, obok ustawy o powszechnym obowiązku służby wojskowej i rozporządzeń wykonawczych do niej, działalność PKU Siedlce normowała „Tymczasowa instrukcja służbowa dla PKU”, wprowadzona do użytku rozkazem MSWojsk. Dep. Piech. L. 100/26 Pob.
Z dniem 1 października 1927 roku powiat konstantynowski ponownie został podporządkowany PKU Siedlce.
W marcu 1930 roku PKU Siedlce nadal podlegała Dowództwu Okręgu Korpusu Nr IX i administrowała powiatami: siedleckim i konstantynowskim. W grudniu tego roku PKU Siedlce posiadała skład osobowy typ III.
31 lipca 1931 roku gen. dyw. Kazimierz Fabrycy, w zastępstwie ministra spraw wojskowych, rozkazem B. Og. Org. 4031 Org. wprowadził zmiany w organizacji służby poborowej na stopie pokojowej. Zmiany te polegały między innymi na zamianie stanowisk oficerów administracji w PKU na stanowiska oficerów broni (piechoty) oraz zmniejszeniu składu osobowego PKU typ I–IV o jednego oficera i zwiększeniu o jednego urzędnika II kategorii. Liczba szeregowych zawodowych i niezawodowych oraz urzędników III kategorii i niższych funkcjonariuszy pozostała bez zmian.
Z dniem 1 kwietnia 1932 roku powiat konstantynowski został zniesiony, a należące do niego gminy włączone do powiatów: bialskiego i siedleckiego.
1 lipca 1938 roku weszła w życie nowa organizacja służby uzupełnień, zgodnie z którą dotychczasowa PKU Siedlce została przemianowana na Komendę Rejonu Uzupełnień Siedlce przy czym nazwa ta zaczęła obowiązywać 1 września 1938 roku, z chwilą wejścia w życie ustawy z dnia 9 kwietnia 1938 roku o powszechnym obowiązku wojskowym. Obok wspomnianej ustawy i rozporządzeń wykonawczych do niej, działalność KRU Siedlce normowały przepisy służbowe MSWojsk. D.D.O. L. 500/Org. Tjn. Organizacja służby uzupełnień na stopie pokojowej z 13 czerwca 1938 roku. Zgodnie z tymi przepisami komenda rejonu uzupełnień była organem wykonawczym służby uzupełnień .
Komendant rejonu uzupełnień w sprawach dotyczących uzupełnień Sił Zbrojnych i administracji rezerw podlegał bezpośrednio dowódcy Okręgu Korpusu Nr IX, który był okręgowym organem kierowniczym służby uzupełnień. Rejon uzupełnień nie uległ zmianie i nadal obejmował powiat siedlecki.

## Obsada personalna
Poniżej przedstawiono wykaz oficerów zajmujących stanowisko komendanta Powiatowej Komendy Uzupełnień i komendanta rejonu uzupełnień oraz wykaz osób funkcyjnych (oficerów i urzędników wojskowych) pełniących służbę w PKU i KRU Siedlce, z uwzględnieniem najważniejszych zmian organizacyjnych przeprowadzonych w 1926 i 1938 roku.
| Komendanci                                         | Komendanci              | Komendanci                            |
| -------------------------------------------------- | ----------------------- | ------------------------------------- |
| Stopień, imię i nazwisko                           | Okres pełnienia funkcji | Kolejne stanowisko (dalsze losy)      |
| płk piech. Aleksander Sawicki                      | od 8 I 1919             |                                       |
| ppłk piech. Jan Brzeziński                         | 1920 – 1921             | stan spoczynku z dniem 1 V 1921       |
| płk piech. Jan Janiszowski                         | 1923 – 30 IX 1927       | stan spoczynku, †1940 Charków         |
| ppłk piech. Aleksander Naganowski                  | X 1927 – 1 IV 1928      | dyspozycja MSWewn.                    |
| mjr piech. Stanisław Kobyliński                    | XI 1928 – VII 1929      | dyspozycja dowódcy OK IX              |
| ppłk piech. Józef Zych                             | XII 1929 – VI 1933      | komendant PKU Sanok                   |
| mjr piech. Jan I Sadowski                          | VI 1933 – VII 1935      | dyspozycja dowódcy OK IX, †1940 Katyń |
| kpt. piech. / mjr adm. (piech.) Stanisław I Trojan | VIII 1935 – 1939        | †1940 Katyń                           |

| Obsada personalna PKU w styczniu 1919 roku                                  | Obsada personalna PKU w styczniu 1919 roku                    | Obsada personalna PKU w styczniu 1919 roku | Obsada personalna PKU w styczniu 1919 roku |
| --------------------------------------------------------------------------- | ------------------------------------------------------------- | ------------------------------------------ | ------------------------------------------ |
| Nazwa stanowiska etatowego                                                  | Stopień, imię i nazwisko                                      | Okres pełnienia funkcji                    | Kolejne stanowisko (dalsze losy)           |
| komendant                                                                   | płk Aleksander Sawicki                                        |                                            |                                            |
| zastępca komendanta                                                         | kpt. Stanisław Dunin                                          |                                            |                                            |
| naczelnik kancelarii                                                        | ppor. Eugeniusz Kwiatkowski                                   | do 21 II 1919                              | dowódca placu w Łukowie                    |
| naczelnik kancelarii                                                        | pchor. Wacław Hudec                                           | od 21 II 1919                              |                                            |
| oficer gospodarczy                                                          | urzędnik wojsk. Józef Burkacki                                |                                            |                                            |
| oficer ewidencyjny na powiat siedlecki                                      | pchor. Edmund Sawczyński                                      |                                            |                                            |
| oficer ewidencyjny na powiat sokołowski                                     | ppor. Eugeniusz Lenkiewicz                                    |                                            |                                            |
| oficer ewidencyjny na powiat mińsko-mazowiecki                              | chor. Wiktor Teofil Kożuchowski                               |                                            |                                            |
| oficer ewidencyjny na powiat węgrowski                                      | chor. Zygmunt Burakowski                                      |                                            |                                            |
| oficer ewidencyjny na powiat łukowski                                       | chor. Wacław Jasieński                                        |                                            |                                            |
| oficer ewidencyjny na powiat garwoliński                                    | ppor. Kazimierz Kwiatkowski                                   |                                            |                                            |
| Obsada pozostałych stanowisk funkcyjnych PKU w latach 1921–1925             |                                                               |                                            |                                            |
| I referent                                                                  | por. piech. / kpt. kanc. Władysław II Zalewski                | 1923 – II 1926                             | kierownik II referatu                      |
| II referent                                                                 | por. piech. / kanc. Jan Grzelak                               | do II 1926                                 | referent                                   |
| oficer instrukcyjny                                                         | por. piech. Włacław Pełko                                     | do XII 1923                                | 34 pp                                      |
| oficer instrukcyjny                                                         | por. piech. Władysław Horyd                                   | XII 1923 – III 1926                        | 22 pp                                      |
| oficer ewidencyjny na powiat siedlecki                                      | urzędnik wojsk. XI rangi / por. kanc. Jerzy Andrzej Wodziński | od 1 IX 1923                               |                                            |
| oficer ewidencyjny na powiat konstantynowski z siedzibą w Janowie Podlaskim | urzędnik wojsk. XI rangi Jerzy Andrzej Wodziński              | 1 VI – 1 IX 1923                           | OE Siedlce                                 |
| oficer ewidencyjny na powiat konstantynowski z siedzibą w Janowie Podlaskim | por. / kpt. piech. Stanisław II Stańkowski                    | 30 VIII 1923 – I 1925                      | I referent PKU Baranowicze                 |
| Obsada pozostałych stanowisk funkcyjnych PKU w latach 1926–1938             |                                                               |                                            |                                            |
| kierownik I referatu administracji rezerw i zastępca komendanta             | kpt. piech. Witold Stanisław Niepokojczycki                   | od IX 1926, był w VI 1935                  |                                            |
| kierownik II referatu poborowego                                            | kpt. kanc. mgr Władysław II Zalewski                          | II 1926 – IV 1928                          | praktyka w WSO nr IX                       |
| kierownik II referatu poborowego                                            | por. kanc. Jan Grzelak                                        | XI 1928 – 1 VIII 1932                      | praktyka u płatnika 22 pp, †1940 Katyń     |
| kierownik II referatu poborowego                                            | kpt. piech. Jan Boczarski                                     | od 1932, był w VI 1935                     | kierownik I referatu KRU                   |
| referent                                                                    | por. kanc. Jan Grzelak                                        | II 1926 – XI 1928                          | kierownik II referatu                      |
| referent                                                                    | kpt. piech. Leon Wincenty Czechowski                          | VII 1929 – III 1930                        | DOK IX                                     |
| Obsada pozostałych stanowisk funkcyjnych KRU w latach 1938–1939             |                                                               |                                            |                                            |
| kierownik I referatu ewidencji                                              | kpt. adm. (piech.) Jan Boczarski                              | 1939                                       |                                            |
| kierownik II referatu uzupełnień                                            | rtm. adm. (kaw.) Jan Bartoszewicz                             | 1939                                       |                                            |
| referent                                                                    | kpt. piech. Stefan Węgleński                                  | 1939                                       | niewola (Oflag II C Woldenberg)            |